# Susanne Van Volxem
Susanne Van Volxem, auch Susanne van Volxem, (geboren 1965) ist eine deutsche Lektorin, Übersetzerin und Romanautorin.

## Leben
Susanne Van Volxem arbeitete von 1993 bis 2015 als Lektorin und Programmleiterin beim Henschel-Verlag und bei anderen Verlagen. Danach war sie bei der Deutschen Akademie für Sprache und Dichtung für den Bereich Fundraising & Kooperationen zuständig. Sie ist literarische Übersetzerin aus dem Italienischen, Französischen und Englischen. Zu den übersetzten Werken gehören Romane von Donato Carrisi, Luca D’Andrea, Maurizio De Giovanni, Davide Enia, Alexandra Schwartzbrod, Mariolina Venezia und die Autobiografie der japanischen Geigerin Midori. Sie schreibt Ratgeberliteratur. Unter dem Pseudonym Helena Marten schrieb sie gemeinsam mit Bettina Querfurth zwischen 2009 und 2014 drei Romane. 
Van Volxem lebt in Frankfurt am Main.

## Schriften (Auswahl)
- No name : wie Sie Ihr Kind nicht nennen sollten. Illustrationen Kathinka van Volxem. Kiepenheuer, Berlin 2006, ISBN 3-378-01085-1.
- Rocco Thiede, Susanne Van Volxem: Deutschland: erste Informationen für Flüchtlinge. Übersetzung ins Arabische von Ali Hamdan und Munzir Mohamed. Herder, Freiburg/Basel/Wien 2015, ISBN 978-3-451-34933-1.

als Helena Marten
- Die Porzellanmalerin. Diana, München 2009, ISBN 978-3-453-29061-7.
- Die Kaffeemeisterin. Diana, München 2011, ISBN 978-3-453-29060-0.
- Der Zitronengarten. Diana, München 2014, ISBN 978-3-453-29143-0.